# 貝德 (伊利諾伊州)
貝德（英語：Bader）是位於美國伊利諾伊州斯凱勒縣的一個非建制地區。該地的面積和人口皆未知。

## 地理
貝德的座標為40°10′23″N 90°22′07″W / 40.17306°N 90.36861°W，而該地的平均海拔高度為188米（即617英尺）。